# Laurent Mosar
Laurent Mosar (Ciutat de Luxemburg, 8 de febrer de 1958) és un polític i advocat luxemburguès. Membre del Partit Popular Social Cristià (CSV), és diputat legislatiu, a Cambra de Diputats de Luxemburg i el seu president des del 28 de juliol de 2009 fins al 12 de novembre de 2013.

## Càrrecs
Mosar es va unir al CSV des de 1979. Va ser elegit a la Cambra de Diputats el 1994, per la circumscripció del Centre. Va entrar al Consell comunal de la ciutat de Luxemburg, el 27 de novembre de 1997, fins al 2005, quan es va trencar la coalició del PD-CSV després de les eleccions comunals de 2005.
A les eleccions legislatives luxemburgueses de 1999 a la Cambra, Mosar va acabar setè dels candidats pel CSV, on només entraven sis escons. Tanmateix, el nomenament de Luc Frieden i Erna Hennicot-Schoepges al nou govern els va obligar a deixar els seus escons lliures, el que va permetre a Mosar entrar a la Cambra. Va ser reelegit més fàcilment l'any 2004, arribant a ésser el tercer dels candidats CSV i quart en general, dels quals, vuit van ser elegits en una victòria còmoda per al seu partit. Des de 3 d'agost 2004 fins al 7 de juny de 2009, Mosar va ser un dels Vicepresidents de la Cambra de Diputats. Després, el 2009, Mosar va ser elegit com a President de la Cambra, en substitució de Lucien Weiler.

## Honors
- Oficial de l'Orde del Mèrit del Gran Ducat de Luxemburg (Promoció 1999).[5]
- Oficial de l'Orde de la Corona de Roure (Promoció 2004)[6]